# Homann Feinkost
Die Homann Feinkost GmbH (Eigenschreibweise: HOMANN) in Bad Essen im Landkreis Osnabrück in Niedersachsen ist ein deutscher Lebensmittelhersteller im Besitz der luxemburgischen Unternehmensgruppe Theo Müller. Das Unternehmen produziert hauptsächlich Fischfeinkostprodukte, Dressings und Saucen. Feinkostsalate der Marke Homann werden seit Ende 2021 von der niederländischen Firma Signature Foods produziert.

## Homann-Gruppe
Das Sortiment der Homann Feinkost GmbH wird in Bad Essen-Lintorf, Rogätz, Poznań und Charzyno produziert. Für Großverbraucher liefert Homann seine Produkte mit Großpackungen an Kunden in der Gastronomie, Hotellerie und an Kantinen, darüber hinaus betreibt die Gruppe durch ihre eigene Spedition EMHaGe, einer Abkürzung für Eingetragene Margarine Handelsgesellschaft, die Lagerhaltung, Logistik und Transport.
Homann-Produkte wurden und werden auch unter zahlreichen Handelsmarken wie Ofterdinger, Voss oder Gloria vertrieben.

## Geschichte

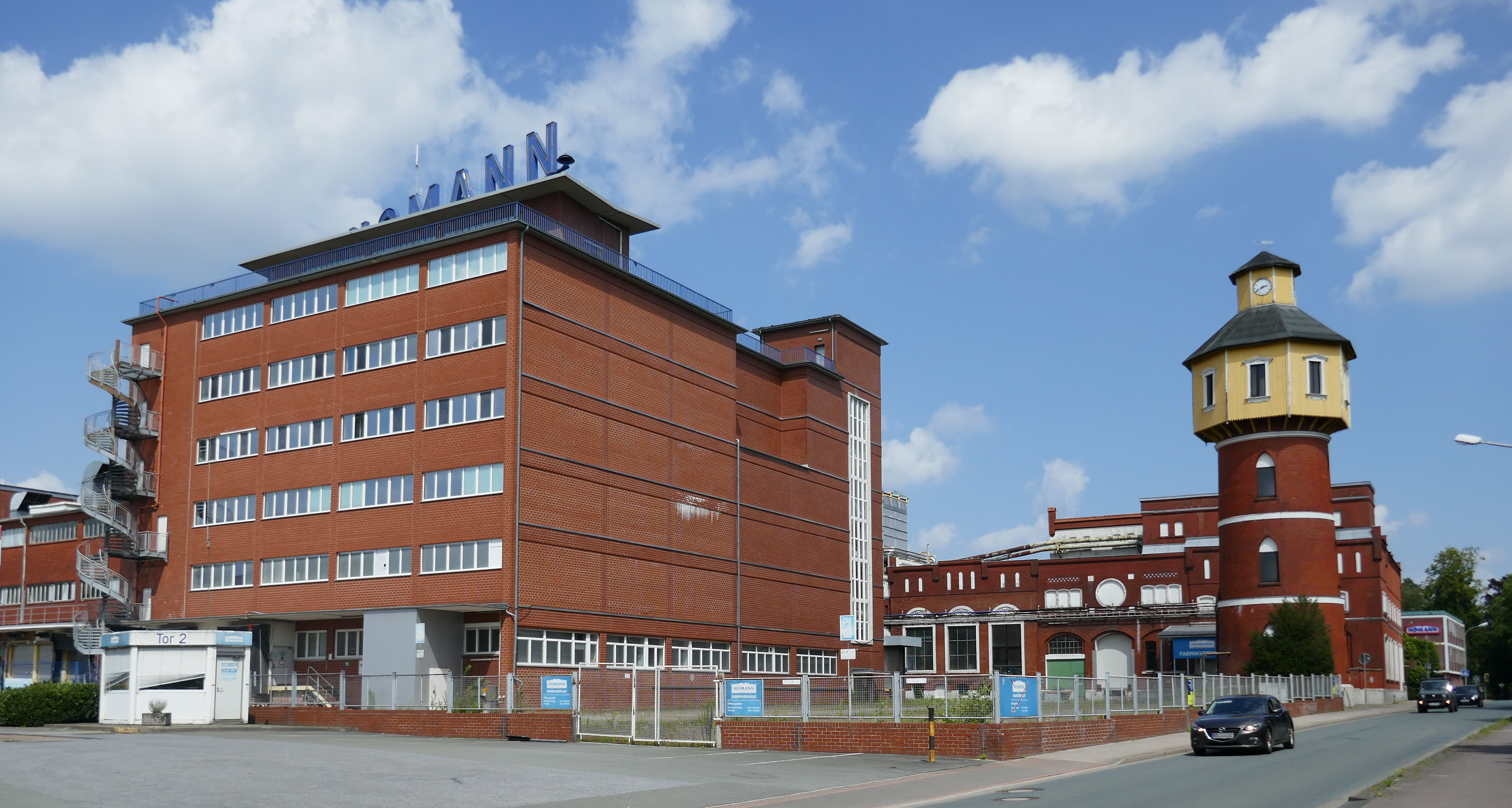
Homann-Stammwerk in Dissen a.T.W.

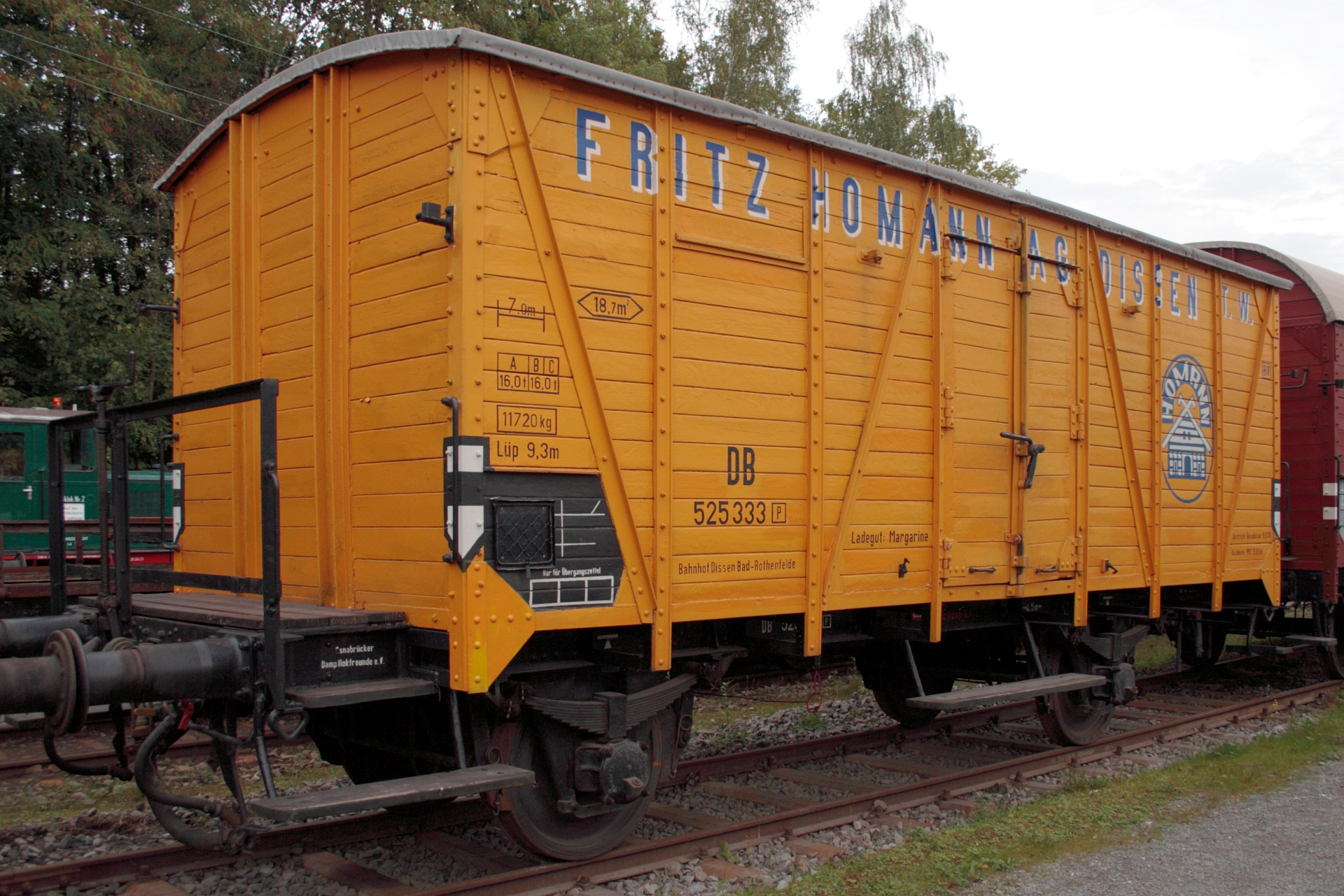
Gedeckter Güterwagen der Fritz Homann AG für Margarine

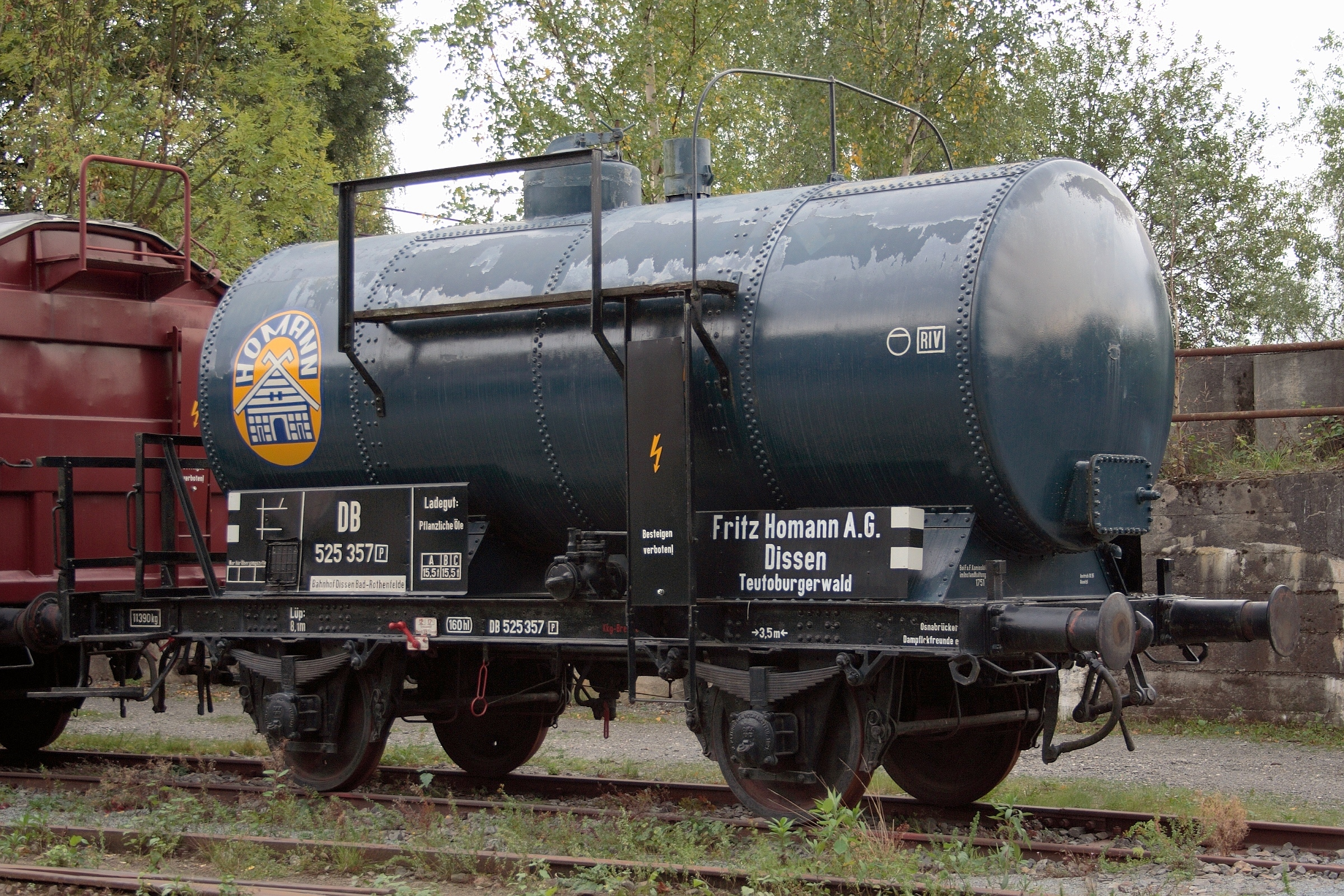
Kesselwagen der Fritz Homann AG für pflanzliche Öle

### Gründung und Expansion
Im Jahr 1876 gründete Fritz Homann (1848–1914) eine Fleisch- und Wurstwarenfabrik in Dissen am Teutoburger Wald und begann 1882 zusätzlich mit der Aufnahme der Margarineproduktion. Die Expansion in der Produktion von Margarine führte 1896 zur Einstellung von Produktion und Vertrieb der Fleisch- und Wurstwaren.
Nach dem Tod des Firmengründers Fritz Homann im Jahr 1914 übernahmen die Söhne Fritz (1885–1937) und Hugo Homann (1889–1978) die Leitung des Unternehmens. Sie wandelten das Unternehmen 1927 in eine Aktiengesellschaft um.

#### Unternehmenssparte Margarine und Feinkost
1924 nahm Homann in Dissen eine eigene Fette-Raffinerie in Betrieb, wodurch die Fabrik später die  Markenmargarine „Homa Gold“ herstellen konnte. 
Das Sortiment wurde 1956 um Feinkostsalate, Fischfeinkost, Remouladen, Dressings und Würzsaucen erweitert. 1961 erfolgte die Eröffnung des ersten eigenen Feinkostwerkes in Dissen.

#### Unternehmenssparte Transport
Der Vertrieb zu den Kunden erfolgte zunächst mit eigenen Lastkraftwagen im Werkverkehr. Dafür wurden zwei Transport-Genehmigungen inklusive Lkw aufgekauft. Auch eigene Eisenbahn-Güterwagen wurden für den Transport verwendet.
Am 13. April 1954 wurde die Emhage Transportgesellschaft mbH als eigenständige Spedition in das Handelsregister eingetragen. Als Basis wurden die beiden LKW in die neue Firma eingebracht. Der Name Emhage stand einst für „Eingetragene Margarine Handelsgesellschaft“. Im Jahr 2022 wurde der Sitz der Spedition von Dissen zum Homann-Standort Lintorf verlegt. 2024 waren mehr als 30 Fahrzeuge für den Transport der Produkte der Homann Gruppe in der Unternehmensgruppe Theo Müller im Einsatz. Im März 2025 bestätigte der Mutterkonzern Theo Müller, dass Emhage zum 30. Juni 2025 den Geschäftsbetrieb wegen Unwirtschaftlichkeit einstellen wird.

#### Unternehmenssparte Hochseefischerei
Fritz Homann beteiligte sich 1904 an der Gründung der Grundmann & Gröschel Hochseefischerei in Geestemünde. Ein 1930 bei Seebeck in Wesermünde gebauter Fischdampfer der Reederei trug unter dem Fischereikennzeichen PG 395 den Namen Fritz Homann. Im Zweiten Weltkrieg hatte die Reederei etliche Dampferverluste und Zerstörungen am Landbetrieb zu verzeichnen. Die Familie Homann war entscheidend am Wiederaufbau des Unternehmens beteiligt. Grundmann & Gröschel bereederte auch die Schiffe der Homann Hochseefischerei GmbH in Bremerhaven. In der Flottenliste tauchen auch die Namen HANS HOMANN (Baujahr 1953), CHRISTIAN HOMANN (Bj. 1954) und HUGO HOMANN (Bj. 1956) auf. Am 1. April 1961 fusioniert Grundmann & Gröschel mit der Hochseefischerei Carl Kämpf zur Hochseefischerei Kämpf & Co. KG, in die auch Konsul Hugo Homann mit Kapitalmehrheit eintrat. Das Fangfabrikschiff BX 689 FRITZ HOMANN wurde als erstes Schiff unter der Kämpf-Flagge in Dienst gestellt. Die Gesellschaft wurde am 24. September 1970 aufgelöst, die Homann-Gruppe hatte das Interesse an der Fischerei verloren.

#### Unternehmenssparte Holzwerkstoffe
1929 erwarb die Fritz Homann AG ein Sägewerk in Herzberg am Harz. Nach dem Zweiten Weltkrieg wurde die Produktion von Holzfaserplatten und Spanplatten aufgenommen. Heute sind in dieser Sparte die beiden in München ansässigen Unternehmen Homann Holzwerkstoffe GmbH und deren Tochter Homanit GmbH & Co. KG tätig. Sie betreiben Standorte in Deutschland, Polen und Litauen.

### Verlust der Eigenständigkeit und weitere Entwicklung
1991 wurde die Feinkostsparte durch Unilever übernommen. 1993 baute Unilever das Werk Dissen zu einer der modernsten Salatfabriken Europas aus. 1998 verkaufte Unilever Homann an die Gilde Investment. 2007 kaufte Heiner Kamps die Gesellschaft über seine International Food Retail Capital (IFRC) von der britischen Henderson Europe Partners, die Homann 2004 übernommen hatten, für 180 Millionen Euro. Das operative Geschäft wurde von der HK Food GmbH betrieben.
Im Jahr 2008 wurde die Firma Hamker mit Werken in Bad Essen-Lintorf und Rogätz in Homann eingegliedert. Durch Übernahme der Nadler-Gruppe vom britischen Uniq-Konzern kamen 2009 die Marken und Lebensmittelwerke von Nadler (Bottrop), Lisner (Poznań), Gebrüder Hopf (Floh-Seligenthal) und Pfennigs (Sarstedt) zu Homann.
Ebenfalls 2009 erwarb Homann die Lizenz der Marke Livio für die Produktgruppen Ketchup, Mayonnaise und Dressings, während die Marke Livio für Speiseöle bei Peter Kölln verblieb.
Im Jahr 2010 erfolgten die Übernahmen von Weser Feinkost in Syke und Rügen Feinkost mit Werken in Sassnitz und Rostock.
Im gleichen Jahr übernahm die Unternehmensgruppe Theo Müller die Mehrheit an der HK Food GmbH und gliederte die Homann-Gruppe 2011 in den Müller-Konzern ein.
Die Werke in Sarstedt, Syke und Rostock wurden 2010 bzw. 2011 geschlossen.
2016 wurde über Lisner die Firma Nordfish im polnischen Charzyno übernommen.
Ende Juni 2017 wurde vom Aufsichtsrat der Theo-Müller-Gruppe beschlossen, den Stammsitz in Dissen bis 2020 aufzugeben und stattdessen im sächsischen Leppersdorf (beim dortigen Sachsenmilch-Werk) neu zu bauen. Auch in Bad Essen, Bottrop und Floh-Seligenthal war geplant, die Werke zu schließen, sobald der Neubau in Betrieb geht. 1.550 Mitarbeiter waren betroffen, 1.000 davon in Dissen. In Leppersdorf sollten 800 neue Arbeitsplätze entstehen. Der Betriebsrat zeigte sich enttäuscht, auch da ein Alternativkonzept zeige, dass ein Neubau am Stammsitz ca. 100 Millionen Euro weniger koste und forderte die schnellstmögliche Erstellung eines Sozialplans für die Mitarbeiter. Ein Sozialplan wurde im September 2017 erstellt. Mitarbeiter bei Homann gingen davon aus, dass viele Mitarbeiter schon vor 2020 das Unternehmen verlassen würden. Am 27. April 2018 teilte die Unternehmensgruppe Theo Müller mit, die Produktion an den bestehenden Standorten in Dissen, Bad Essen sowie in Bottrop und im thüringischen Floh-Seligenthal nun doch fortzusetzen.
Ende Juli 2019 wurde das durch die Übernahme von Rügen Feinkost zu Homann gelangte Fischfeinkost-Werk in Sassnitz wegen ungenügender Erweiterungsmöglichkeiten geschlossen, die Produktion nach Poznań verlagert. Das Werk im thüringischen Floh-Seligenthal wurde ebenfalls 2019 geschlossen.

### Verkauf der Salatsparte und Schließung des Stammwerkes Dissen
Im Juni 2021 wurde das schrittweise Aus für den bisherigen Homann-Hauptstandort Dissen bekannt. Müller verkaufte die Homann-Sparte Feinkostsalate an das niederländische Unternehmen Signature Foods. Da Signature Foods nur die Marke übernahm, wurde die Salatproduktion in Dissen, in der bisher rund 400 der insgesamt etwa 1000 Mitarbeiter des Werks beschäftigt waren, zum Jahresende 2021 eingestellt. Der Standort Dissen war für andere Produkte bis Sommer 2022 noch in Betrieb, bis die Erweiterung des Standorts Bad Essen-Lintorf fertig war und wohin Homann die Produktion von Dressings und Soßen verlagerte. Den ebenfalls verkauften Standort Bottrop (Produktion von Fischfeinkost) übernahm die NB Manufaktur GmbH & Co. KG, ein Unternehmen der Wernsing Food Family GmbH & Co. Vor dem Teilverkauf war die Homann-Gruppe mit mehr als 750 Produkten Marktführer der Feinkostbranche in Deutschland und hatte europaweit rund 3000 Beschäftigte.
Seit dem 31. Oktober 2022 ist der Homann-Standort Dissen nach über 100 Jahren geschlossen. Das 13 Hektar große Grundstück an der Bahnhofstraße wurde Ende 2022 an die Osnabrücker Land-Entwicklungsgesellschaft (OLEG) übergeben. Planungen zur Folgenutzung des Geländes sollen unter Beteiligung des Rates der Stadt Dissen sowie von Bürgern entwickelt werden.

## Kritik
Im Jahr 2017 wurden bei mehreren Feinkost-Salaten die Rezepturen geändert, was durch die Verbraucherzentrale Hamburg analysiert und kritisiert wurde. So wurde beim Eiersalat der Anteil der wertgebenden Zutat Ei von 58 auf 50 Prozent reduziert, was im Vergleich zu Produkten anderer Hersteller der niedrigste Wert war. Der Fettanteil wurde gesteigert. Darüber hinaus beinhalte die neue Rezeptur Konservierungsstoffe, insbesondere das Natriumbenzoat (E 211), was nach Verbraucherzentrale als umstritten gilt. Positiv bewertet die Verbraucherzentrale, dass die Menge an Salz reduziert wurde. Im Fleischsalat des Konzerns sei in der neuen Rezeptur das Antioxidationsmittel Calcium-dinatrium-EDTA (E 385), so dass Fazit der Verbraucherzentrale

„Eine deutlich schlechtere Qualität wird als ‚neue Rezeptur‘ verkauft und schick verpackt über die Ladentheke geschoben. Bei kritischen Nachfragen dazu werden Verbraucher im wahrsten Sinne des Wortes abgespeist.“

Im Juni 2021 wurden sechs Produkte Homanns durch die Verbraucherzentrale Hamburg als „Mogelpackung des Monats“ bewertet. Die Saucen seien bei reduzierter Füllmenge und gesteigertem Zuckeranteil um 88 Prozent teurer geworden.